# Matteo Rosso Orsini
Matteo Rosso Orsini il grande (* um 1178 in Rom; † nach dem 13. Oktober 1246 ebenda) aus der weitverzweigten Familie Orsini war ein einflussreicher römischer Senator. Er war wahrscheinlich der älteste Sohn des Kaufmanns Giangaetano (Johannes Gaitanus) Borbone-Orsini und seiner zweiten Ehefrau Stefania Rubea. Sein Sohn mit Perna Gaetani, Giovanni Gaetano Orsini, wurde 1277 Papst Nikolaus III.
Papst Gregor IX. hatte Matteo Rosso Orsini noch kurz vor seinem Tode zum Senator ernannt und er nahm als Dolmetscher an der Wahl des Nachfolgers teil und ließ die Kardinäle im Septasolium einschließen, sodass diese Wahl zum ersten Konklave bei einer Papstwahl wurde.
Matteo Rosso Orsini war mit Franz von Assisi befreundet und wurde franziskanischer Tertiar. Sein Sohn Giovanni Gaetano Orsini war als Kardinal 1263 bis zu seiner Wahl zum Papst Protektor des Franziskanerordens und als Papst gab er eine Auslegung der franziskanischen Armutsregel usus pauper, die umstritten war. Ein Neffe des Matteo Rosso Orsini, Kardinal Matteo Rubeo Orsini war ebenfalls Protektor der Franziskaner.